# Magical Vacation
Magical Vacation (マジカルバケーション?, Majikaru Bakēshon) è un videogioco di ruolo sviluppato da Brownie Brown e pubblicato nel 2001 da Nintendo per Game Boy Advance. Commercializzato esclusivamente in Giappone, il gioco ha ricevuto un seguito per Nintendo DS, Magical Starsign, ed è stato distribuito per Wii U tramite Virtual Console.